# Dora del Hoyo
Dora del Hoyo nasceu em Boca del Huérgano, um povoado no norte da Espanha no dia 11 de Janeiro de 1914. É a quinta de seis irmãos, de uma família católica, seus pais eram agricultores.
Desde jovem começou a trabalhar como empregada doméstica, primeiro para o médico local e depois em otras cidades. Nos anos 40 se muda para Madrid com a sua irmã Isabel. Em 1944 começa a trabalhar na administração do "Colégio Mayor Moncloa", onde conhece a São Josemaria Escrivá e o Opus Dei. Mais tarde, em 14 de março de 1946 pede a admissão no Opus Dei.
Foi uma pioneira em sua dedicação ao trabalho da casa, um verdadeiro apoio para São Josemaria e seus sucessores. Desde dezembro de 1946 até a sua morte, no dia 10 de janeiro de 2004, viveu em Roma. Ali colabororu na formação de muitas pessoas mais jovens. Os seus restos mortais repousam na sede central do Opus Dei, na Cripta da Igreja Prelatícia de Santa Maria da Paz, Viale Bruno Buozzi, 75, Roma, no mesmo local onde se encontram os restos mortais do fundador do Opus Dei e do seu primeiro sucessor o bispo D. Álvaro del Portillo.
Mons. Javier Echevarría, Prelado do Opus Dei, depois do seu falecimento, ao presidir a abertura do seu processo de beatificação, disse: 
"Estou cada vez mais convencido do papel fundamental que esta mulher teve e terá na vida da Igreja e da sociedade. O Senhor chamou Dora del Hoyo para se ocupar de tarefas semelhantes às desempenhadas por Nossa Senhora na casa de Nazaré”. “O exemplo cristão desta mulher, com a sua fidelidade à vida cristã, contribuirá para manter vivo o ideal do espírito de serviço e para difundir na nossa sociedade a importância da família, autêntica Igreja doméstica, que ela soube encarnar com o seu trabalho diário, generoso e alegre".
O seu processo de beatificação foi aberto em Roma, no dia 18 de junho de 2012.